# Piotr Grodecki
Piotr Artur Grodecki – polski pianista, doktor habilitowany sztuk muzycznych.

## Życiorys
W 1982 r. ukończył studia sztuki w Akademii Muzycznej w Krakowie, w 2014 r. habilitował się na podstawie pracy zatytułowanej Święto wiosny Igora Strawińskiego i X Symfonia e-moll Dmitrija Szostakowicza w autorskich wersjach na duet fortepianowy. Wybrane zagadnienia. 
Został pracownikiem naukowym w Instytucie Muzyki, Kolegium Nauk Humanistycznych Uniwersytetu Rzeszowskiego, w Akademii Muzycznej w Krakowie, oraz w Państwowej Wyższej Szkole Zawodowej im. Jana Grodka w Sanoku.